# Oiva Kallio
Oiva Sakari Kallio (Nedervetil, 23 juli 1884 - Helsinki, 13 augustus 1964) was een Finse architect. Hij was de broer van architect Kauno S. Kallio.

## Levensloop
Kallio studeerde vanaf 1904 aan de Polytechnische Hogeschool waar hij in 1908 afstudeerde. Zijn eerste baan was bij architectenbureau von Essen - Kallio - Ikäläinen waar zijn broer werkzaam was als partner. In 1911 maakte hij een ontwerp voor een kerk in Kuru waarmee hij zijn eerste ontwerpwedstrijd won. In 1912 richtte Kallio zijn eigen architectenbureau op. Datzelfde jaar ontwierp Kallio een logo voor glasproducent Riihimäki.
Samen met zijn broer Kauno S. Kallio nam Kallio in de jaren '10 en '20 van de twintigste eeuw deel aan ontwerpwedstrijden. Dit leidde tot de uitvoering van de bouw van het hoofdkantoor van de detailhandelscoöperatie Suomen Osuuskauppojen Keskuskunta (SOK) in Helsinki en de de elektriciteitscentrale van Imatra (1926-1929). In 1925 won Kallio een ontwerpwedstrijd voor de stadsontwikkeling van de wijk Etu-Töölö in het centrum van Helsinki voor het gebied rond het parlementsgebouw, maar deze plannen werden niet uitgevoerd.
Datzelfde jaar werd de zomervilla van Kallio voltooid. Het privévakantiehuis van Kallio is gebaseerd op een Romeins atriumhuis met een gesloten binnenplaats in combinatie met traditionele Finse volksarchitectuur. Het huis wordt omschreven als "Kallio's zelfportret". Het huis is thans in eigendom van de Suomen Arkkitehtiliitto (SAFA, Finse Vereniging van Architecten). Kallio was van 1927 tot 1928 voorzitter van deze vereniging.
Naar verluidt was Kallio de eerste architect die aandacht had voor het ontwerp van saunagebouwen. Het saunagebouw in Villinki (Helsinki) dat Kallio ontwierp stond model voor veel strandsauna's. Kallio ontwierp ook een sauna voor de Olympische Spelen van 1940 die gehouden zouden worden in Helsinki. Vanwege het uitbreken van de Tweede Wereldoorlog zijn de spelen niet doorgegaan en is het ontwerp niet uitgevoerd.
Het laatste ontwerp voor Kallio met pensioen ging was het ontwerp voor een slaapzaal voor leraren van de Helsinki University of Economics. Kallio overleed op 13 augustus 1964 in Helsinki.

## Werken
- Theater van Tampere in Tampere (1913) in samenwerking met Kauno S. Kallio[5][6]
- Villa Oivala in Villinki, Helsinki (1924), persoonlijk zomerhuis van Oiva Kallio[7]
- Elektriciteitscentrale van Imatra (1926-1929) in samenwerking met Kauno S. Kallio
- Kantoorgebouw levensverzekeringsmaatschappij Pohja in Helsinki (1930)[8]
- Kantoorgebouw verzekeringsmaatschappij Varm
- Diverse kantoorgebouwen voor de Pohjoimainen Yhdysbanki
- Bibliotheek-, museum- en provinciaal archiefgebouw van Oulu
- Diverse appartementsgebouwen in Helsinki
- Diverse privévilla's waaronder de Gröndahl-villa (1915) en Allinna (1918 - 1919) in Riihimäki
- Diverse kerken in Kuru, Aurejärvi en Äyräpää[3]

## Galerij

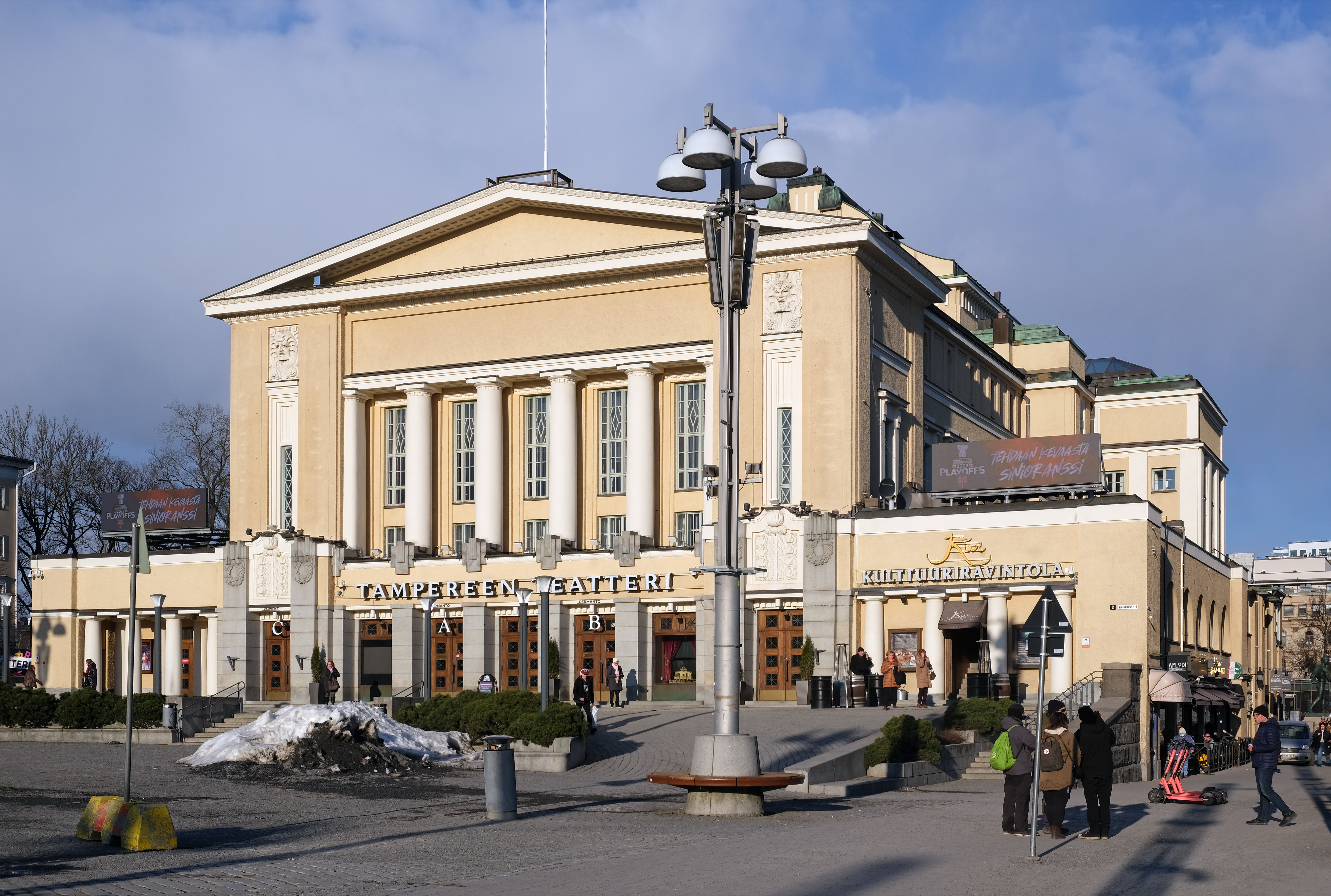
Theater van Tampere
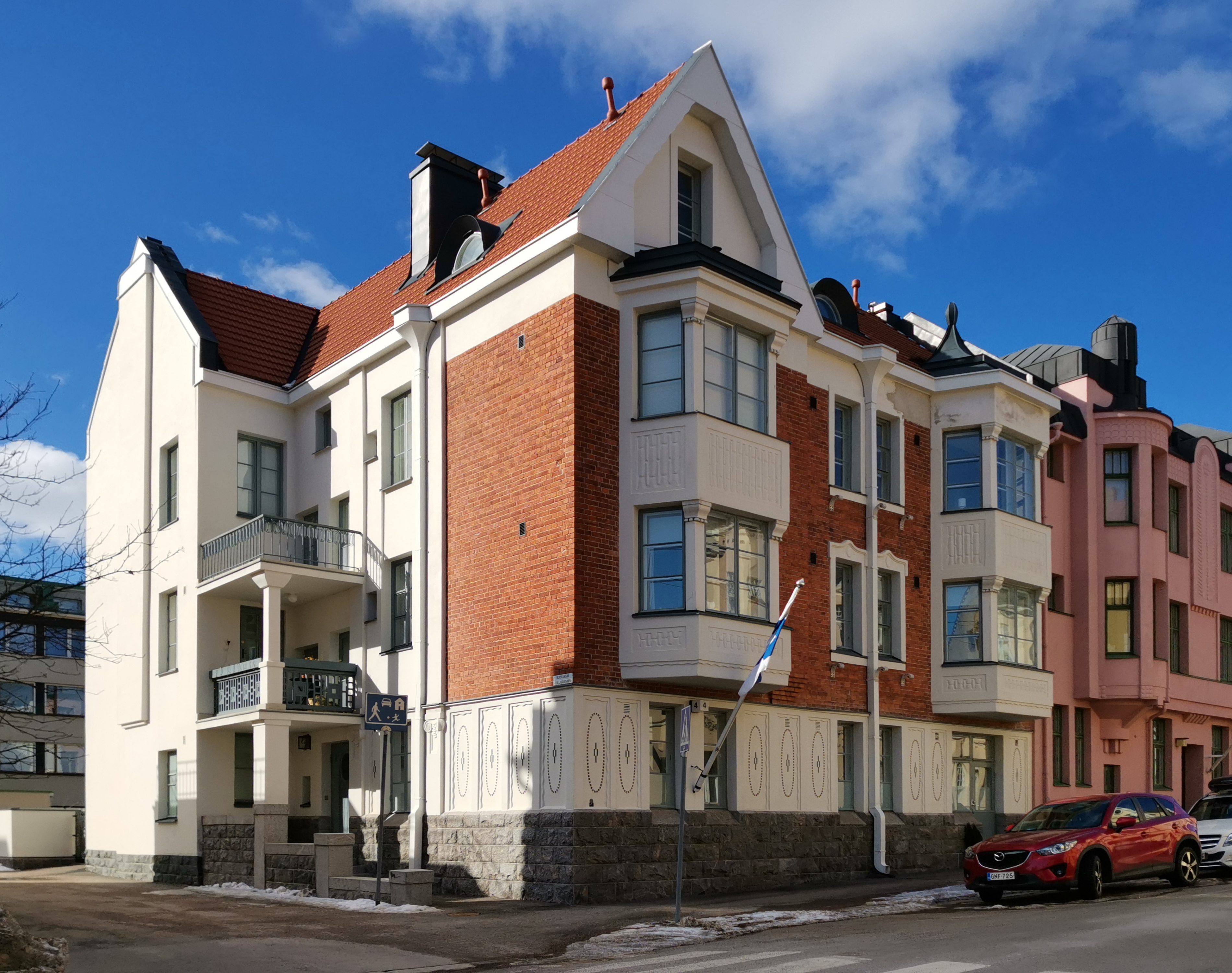
Woonhuis in Helsinki
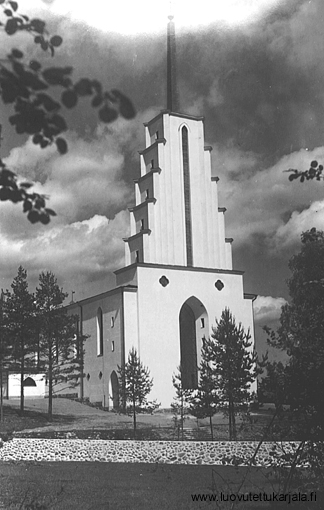
Kerk van Äyräpään
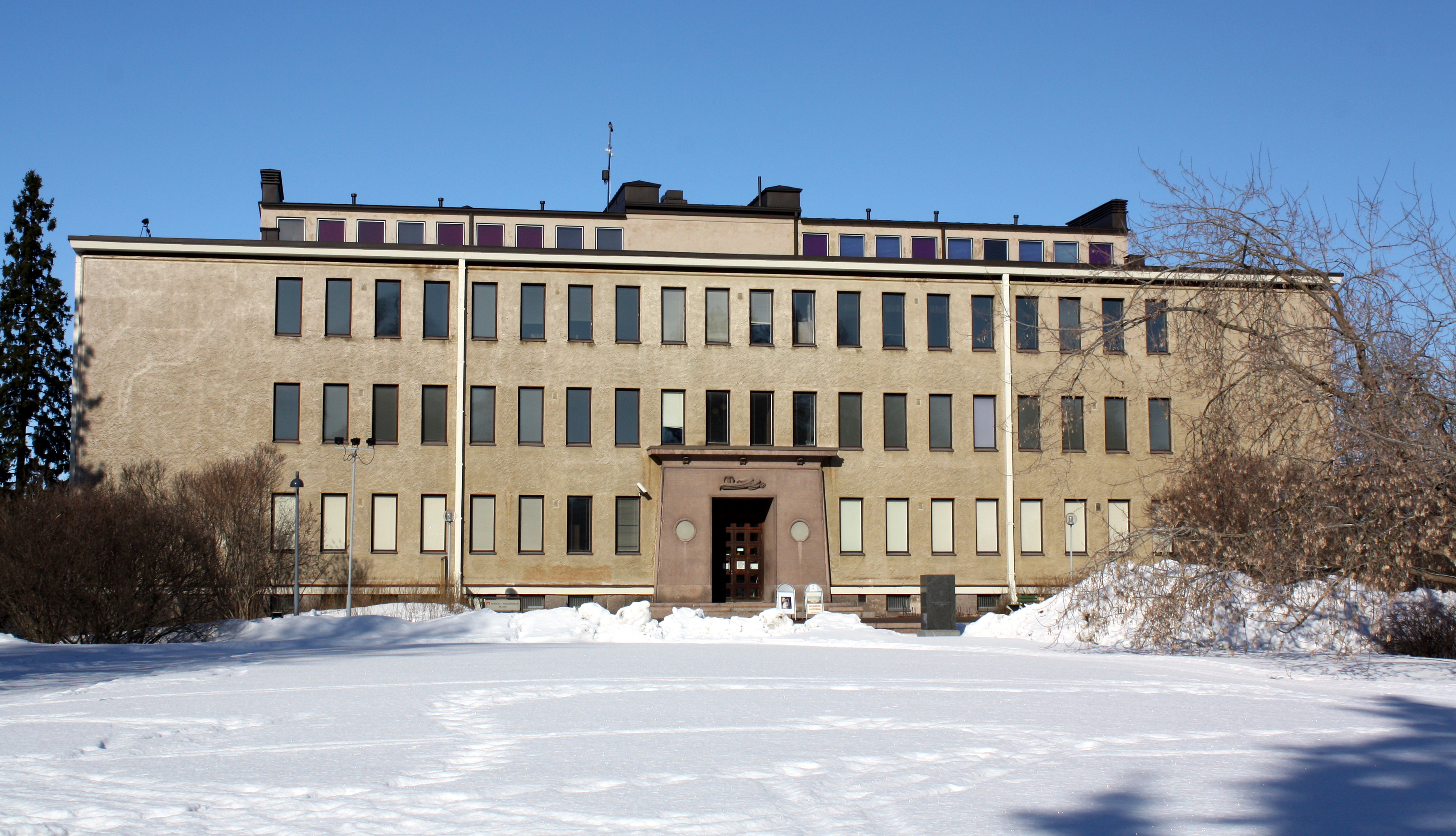
Museum van Oulu